# Meagan Good
Meagan Monique Good (Panorama City, Los Ángeles, California; 8 de agosto de 1981) es una actriz y productora de cine estadounidense de ascendencia puertorriqueña y africana.

## Carrera
Good nació en Panorama City (Los Ángeles) el 8 de agosto de 1981. Su madre, Tyra Wardlow-Doyle, trabajó como administradora, y su padre, Leondis "Leon" Good, es agente de policía. Según Good, su abuela materna es judía y de ascendencia africana. Good se graduó en Canyon Country, California, con sus tres hermanos. Comenzó su carrera como actriz a la edad de cuatro años. En las primeras etapas de su carrera, Good comenzó haciendo trabajos como extra en programas de televisión como Doogie Howser, MD y Amen. Cuando tenía trece años, Good hizo su debut cinematográfico, en 1995 en la película Friday. Empezó a ganar reconocimiento por su papel de adolescente y fue nominada a dos premios.

## Vida privada
A principios de abril de 2012, Good se comprometió con su novio DeVon Franklin, con el que empezó a salir en 2011. Se casaron el 16 de junio de 2012 en Malibú. En diciembre de 2021 anunciaron su divorcio, y se finalizó 6 meses después.

## Filmografía
| Año       | Título                                         | Personaje             | Notas                                                                  |
| --------- | ---------------------------------------------- | --------------------- | ---------------------------------------------------------------------- |
| 1991      | Gabriel's Fire                                 | Joven                 | Episodio: "Birds Gotta Fly"                                            |
| 1994      | On Our Own                                     | Traycee               | Episodio: "Swiss Family Jerricos"                                      |
| 1995      | Friday                                         | Chica #2              |                                                                        |
| 1995      | Make a Wish, Molly                             | Jenny                 |                                                                        |
| 1996      | ABC Afterschool Special                        | Janie                 | Episodio: "Me and My Hormones"                                         |
| 1997      | Just One of the Girls                          | Starkeesha            | Serie de televisión                                                    |
| 1997      | Pacific Blue                                   | Shalona James         | Episodio: "Blood for Blood"                                            |
| 1997      | Eve's Bayou                                    | Cisely Batiste        |                                                                        |
| 1997      | Touched by an Angel                            | Nikki                 | Episodio: "The Pact"                                                   |
| 1997      | The Gregory Hines Show                         | Pauley                | Episodio: "Three's Not Company"                                        |
| 1997      | The Parent 'Hood                               | Ariana                | Episodio: "No Soul on Ice"                                             |
| 1998      | The Parent 'Hood                               | Ariana                | Episodio: "Flaked Out"                                                 |
| 1998–2001 | Cousin Skeeter                                 | Nina                  | 52 episodios                                                           |
| 1999      | The Secret Life of Girls                       | Kay                   |                                                                        |
| 2000      | Moesha                                         | Nicole                | Episodio: "He Doth Protest Too Much"                                   |
| 2000      | 3 Strikes                                      | Buela Douglas         |                                                                        |
| 2000      | The Steve Harvey Show                          | Alicia                | Episodio: "Don't Stand Too Close to Me"                                |
| 2000      | House Party 4: Down to the Last Minute         | Tina                  | Película                                                               |
| 2001      | The Division                                   | Kara Taylor           | Episodio: "The Parent Trap"                                            |
| 2001      | The Famous Jett Jackson                        | Tara Essex            | Episodio: "Awakenings Part 1" Episodio: "Awakenings Part 2"            |
| 2001–2002 | Raising Dad                                    | Katie                 | 7 episodios                                                            |
| 2002      | The Jersey                                     | Tamika                | Episodio: "The Playbook"                                               |
| 2003      | Biker Boyz                                     | Tina                  |                                                                        |
| 2003      | Deliver Us from Eva                            | Jacqui Dandridge      |                                                                        |
| 2003      | My Wife and Kids                               | Vanessa Scott         | 5 episodios                                                            |
| 2003      | Ride or Die                                    | Fake Venus            | Vídeo                                                                  |
| 2004      | D.E.B.S.                                       | Max                   |                                                                        |
| 2004      | You Got Served                                 | Beautiful             |                                                                        |
| 2004      | The Cookout                                    | Brittany              |                                                                        |
| 2005      | Brick                                          | Kara                  |                                                                        |
| 2005      | Kevin Hill                                     | Melanie West          | 4 episodios                                                            |
| 2005      | Venom                                          | Cece                  |                                                                        |
| 2005      | Roll Bounce                                    | Naomi Phillips        |                                                                        |
| 2006      | Miles from Home                                | Natasha Freeman       |                                                                        |
| 2006      | Waist Deep                                     | Coco                  |                                                                        |
| 2007      | Stomp the Yard                                 | April                 |                                                                        |
| 2007      | House                                          | Amy                   | Episodio: "Words and Deeds"                                            |
| 2007      | All of Us                                      | Katie                 | Episodio: "Sins of the Father" Episodio: "She Blinded Me with Science" |
| 2008      | One Missed Call                                | Shelley Baum          |                                                                        |
| 2008      | The Love Gure                                  | Prudence Roanoke      |                                                                        |
| 2008      | Saw V                                          | Luba Smith            |                                                                        |
| 2009      | The Unborn                                     | Romy                  |                                                                        |
| 2009      | Cold Case                                      | Beatrice Sloan        | Episodio: "Soul"                                                       |
| 2010      | Good Hair                                      | Ella misma            |                                                                        |
| 2011      | The Game                                       | Parker                |                                                                        |
| 2011      | 35 and Ticking                                 | Falinda               |                                                                        |
| 2011      | Jumping the Broom                              | Blythe                |                                                                        |
| 2011      | Video Girl                                     | Laurie Walker         |                                                                        |
| 2012      | Dysfunctional Friends                          | Ms. Stevens           |                                                                        |
| 2012      | The Baytown Disco                              | Belle                 |                                                                        |
| 2012      | Californication                                | Kali                  |                                                                        |
| 2012      | Harry's Law                                    | Cecilia               | Episodio: "And the Band Played On"                                     |
| 2012      | LUV                                            | Beverly               |                                                                        |
| 2013      | Deception                                      | Joanna Locasto        | Rol principal (11 episodios)                                           |
| 2013      | Anchorman 2: The Legend Continues              | Linda Jackson         |                                                                        |
| 2013      | Don Jon                                        | Hollywood Actress #2  |                                                                        |
| 2014      | Think Like a Man Too                           | Mya                   |                                                                        |
| 2014      | Law & Order: Special Victims Unit              | Paula Bryant          | Episodio: "Spousal Privilege"                                          |
| 2015      | A Girl Like Grace                              | Share                 |                                                                        |
| 2015      | Mr. Robinson                                   | Victoria Wavers       | 4 episodios                                                            |
| 2015      | Minority Report                                | Detective Lara Vega   | Rol principal (10 episodios)                                           |
| 2016      | Code Black                                     | Dra. Grace Adams      | 3 episodios                                                            |
| 2017      | Deuces                                         | Janet Foster          |                                                                        |
| 2017      | Love by the 10th Date                          | Gabrielle Fateful     |                                                                        |
| 2017      | White Famous                                   | Kali                  |                                                                        |
| 2018      | Star                                           | Natalie Knight        |                                                                        |
| 2018      | A Boy. A Girl. A Dream. Love on Election Night | Free                  |                                                                        |
| 2019      | The Intruder                                   | Annie Russell         |                                                                        |
| 2019      | Shazam!                                        | Darla Dudley (adulta) |                                                                        |
| 2020      | Monster Hunter                                 |                       |                                                                        |
| 2021-2025 | Harlem                                         | Camille               | Reparto principal                                                      |
| 2022      | Turno de día                                   | Jocelyn Jablonski     | Esposa de Bud Jablonski                                                |
| 2024      | Divorcio sin ataduras                          |                       |                                                                        |